# Paramyxoviridae
Paramyxoviridae är en virusfamilj av enkelsträngade RNA av negativ polaritet. Ingående virus i familjen är:
- Morbilivirus
  - Newcastlesjuka
- Parotivirus
- Parainfluensavirus
- RS-virus